# Alice & Ellen Kessler

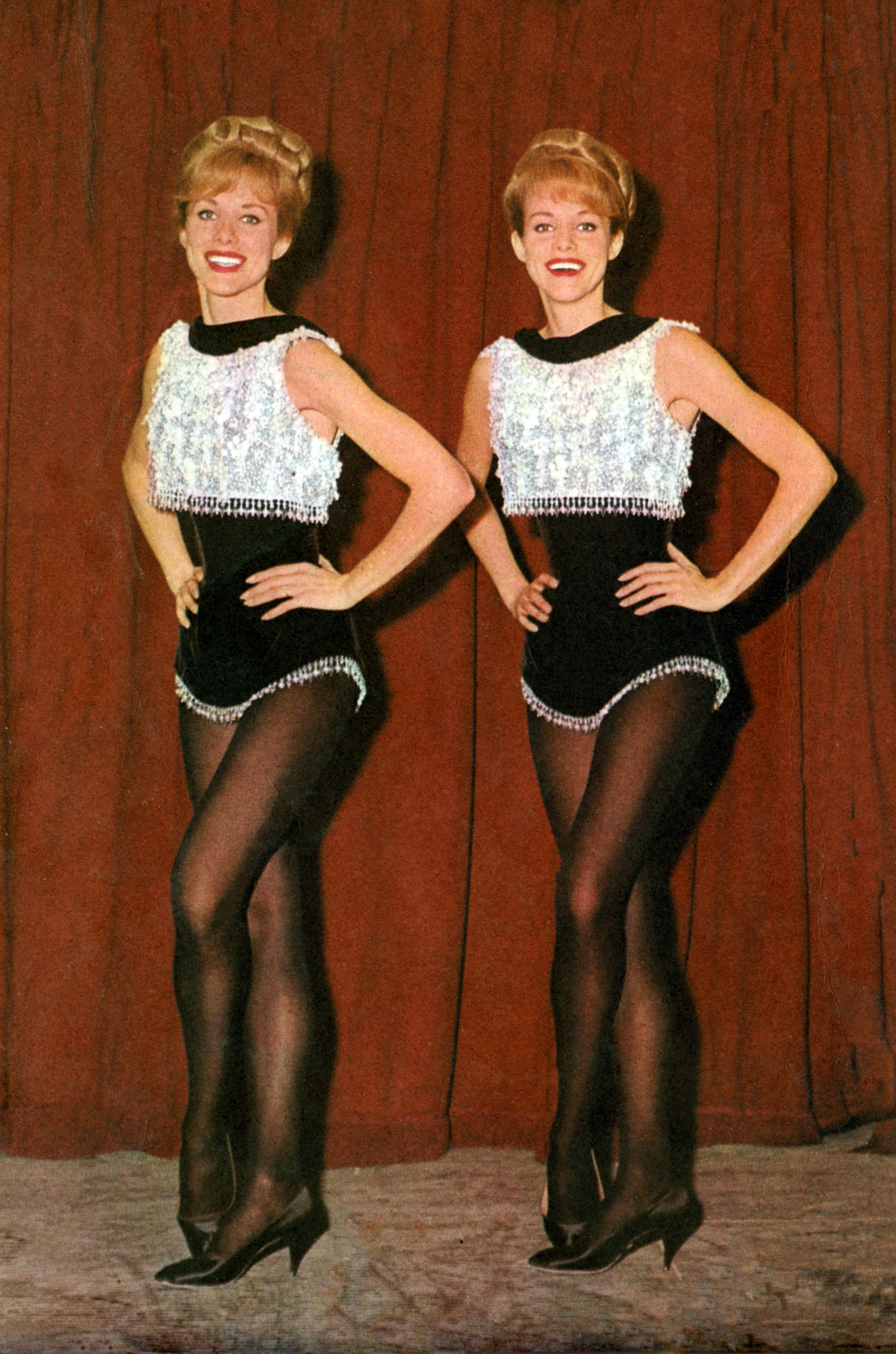
De Kessler-tweeling afgebeeld op het Italiaanse tijdschrift TV Sorrisi e Canzoni (1965)

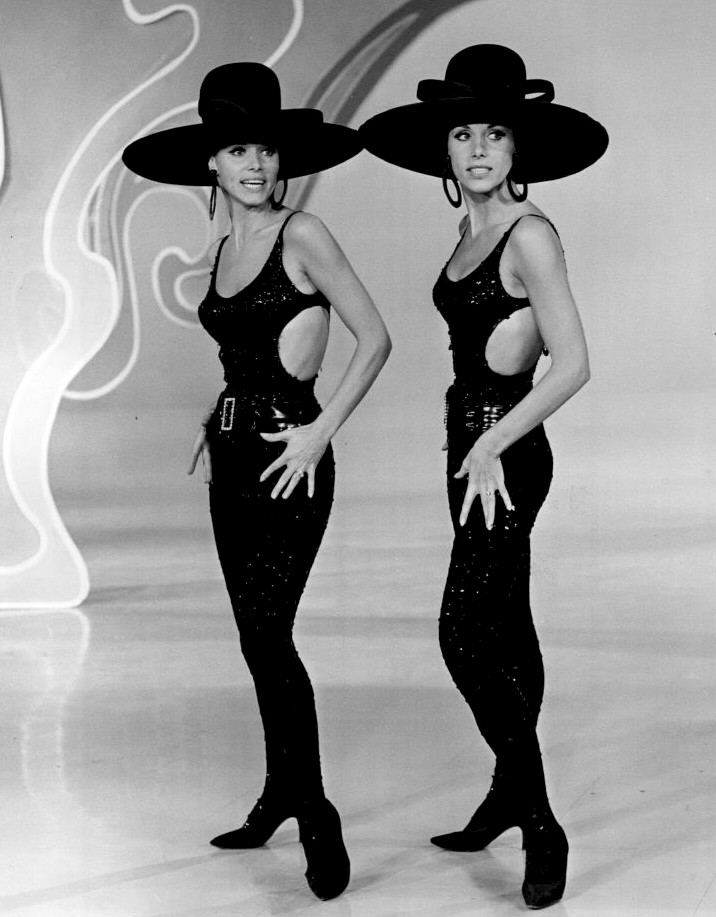
De Kessler-tweeling in The Danny Kaye Show (1966)

Alice & Ellen Kessler (Nerchau, Saksen, Duitsland, 20 augustus 1936) zijn een beroemde zingende tweeling.
Hun ouders waren muzikaal aangelegd en stuurden de eeneiige tweeling op 6-jarige leeftijd naar de balletschool. In 1947 gingen ze bij het kinderballet van de Opera van Leipzig. In 1952 vluchtte de familie naar West-Duitsland en de zusjes begonnen hun carrière bij de revue in Düsseldorf. Ze haalden grote successen in Parijs en in 1960 gingen ze naar Italië waar ze als eerste vrouwen op televisie hun blote benen lieten bekijken.
In 1959 namen ze deel aan het Eurovisiesongfestival met het lied Heute abend wollen wir tanzen gehen en werden 8e (van 11 deelnemers).
Ze speelden in verschillende films mee in Frankrijk, Italië en Duitsland. Ook hadden ze een eigen televisieprogramma. Naarmate ze wat ouder werden, verminderden hun activiteiten.
Toen ze 40 jaar waren verschenen ze in de Italiaanse Playboy, die in korte tijd uitverkocht was. Ze woonden ook in Italië van 1962 tot 1986 en zijn er nog steeds bekend.
Ze kenden ook Amerikaanse sterren als Burt Lancaster en Elvis Presley.
Sinds 1986 wonen ze in Grünwald nabij München.
In 2009 toerden zij samen met Hugo Strasser, Max Greger, Bill Ramsey en de SWR Big Band door Duitsland voor een aantal jazz-concerten.

## Filmografie

### Bioscoop
- 1955: Solang’ es hübsche Mädchen gibt
- 1956: Der Bettelstudent
- 1957: Vier Mädels aus der Wachau
- 1957: Scherben bringen Glück
- 1957: Die Zwillinge vom Zillertal
- 1957: Mit Rosen fängt die Liebe an
- 1957: Der Graf von Luxemburg
- 1958: Gräfin Mariza
- 1958: Mein Schatz ist aus Tirol
- 1958: Mein Mädchen ist ein Postillion
- 1959: La Paloma
- 1962: Sodom und Gomorrha (Sodom and Gomorrha)
- 1962: Hochzeitsnacht im Paradies
- 1962: Der Vogelhändler
- 1963: Maskenball bei Scotland Yard
- 1964: Der Donnerstag (Il giovedì)
- 1964: Die Tote von Beverly Hills

### Televisie
- 1971: Die diebischen Zwillinge (zesdelige televisieserie)
- 1991: Ein Schloß am Wörthersee (aflevering: Hoppla Zwillinge)
- 2008: Inas Nacht
- 2011: Tatort – Das Dorf
- 2014: Dahoam is Dahoam
- 2022: Ringlstetter

## Discografie
- 1958: So wie Pierre / Kauft Rosen (Telefunken 55 072)
- 1958: Zwei blonde Senoritas / Philadelphia (Polydor 23 862)
- 1958: Teenager-Blues / Heiße Musik (Polydor 23 896)
- 1959: Montecarlo Cha-Cha / Salto Italiano (Polydor 24 007)
- 1960: Mondschein und Liebe / Ein Rendezvous mit dir (Polydor 24 208), als Alice, Ellen & Peter
- 1959: Tschuwiduwidei / Nimm den Ring (Polydor 24 085)
- 1959: Honey Moon, als Alice, Ellen & Peter / Schreib’ mir eine Karte (Polydor 24 131)
- 1960: Wundervoll / Ich kann dir was erzählen (Polydor 24 339), als Alice, Ellen & Peter
- 1960: Hallo Blondie / Happy Baby (Polydor 24 390)
- 1961: Noch ein Jahr / Wenn das nicht so romantisch wär (Polydor 24 530), als Alice, Ellen & Peter
- 1961: Die Kavaliere von 1910 / No Capito (Polydor 24 546)
- 1961: Ich habe alles was ich brauche / Teddy (Polydor 24 590)
- 1961: Treue ist nur ein Märchen / Piccadilly (Polydor 24 629)
- 1961: Das nennt man l’amour / Sunday Boy (Polydor 24 720)
- 1962: Johnny Angel / Da-da-um-pa (Polydor 24 733)
- 1962: Denk an uns zwei / San Francisco (Polydor 24 737)
- 1963: Schotten-Twist / Ja, ja die Liebe (Polydor 52 133)